# Tití lleó
Els titís lleó (Leontopithecus) són un gènere de micos de la família dels cèbids i a l'ordre dels primats. Comprèn quatre espècies sud-americanes. Les espècies d'aquest gènere mengen insectes, fruits i petits rèptils.